# Pumphuset, Uppsala

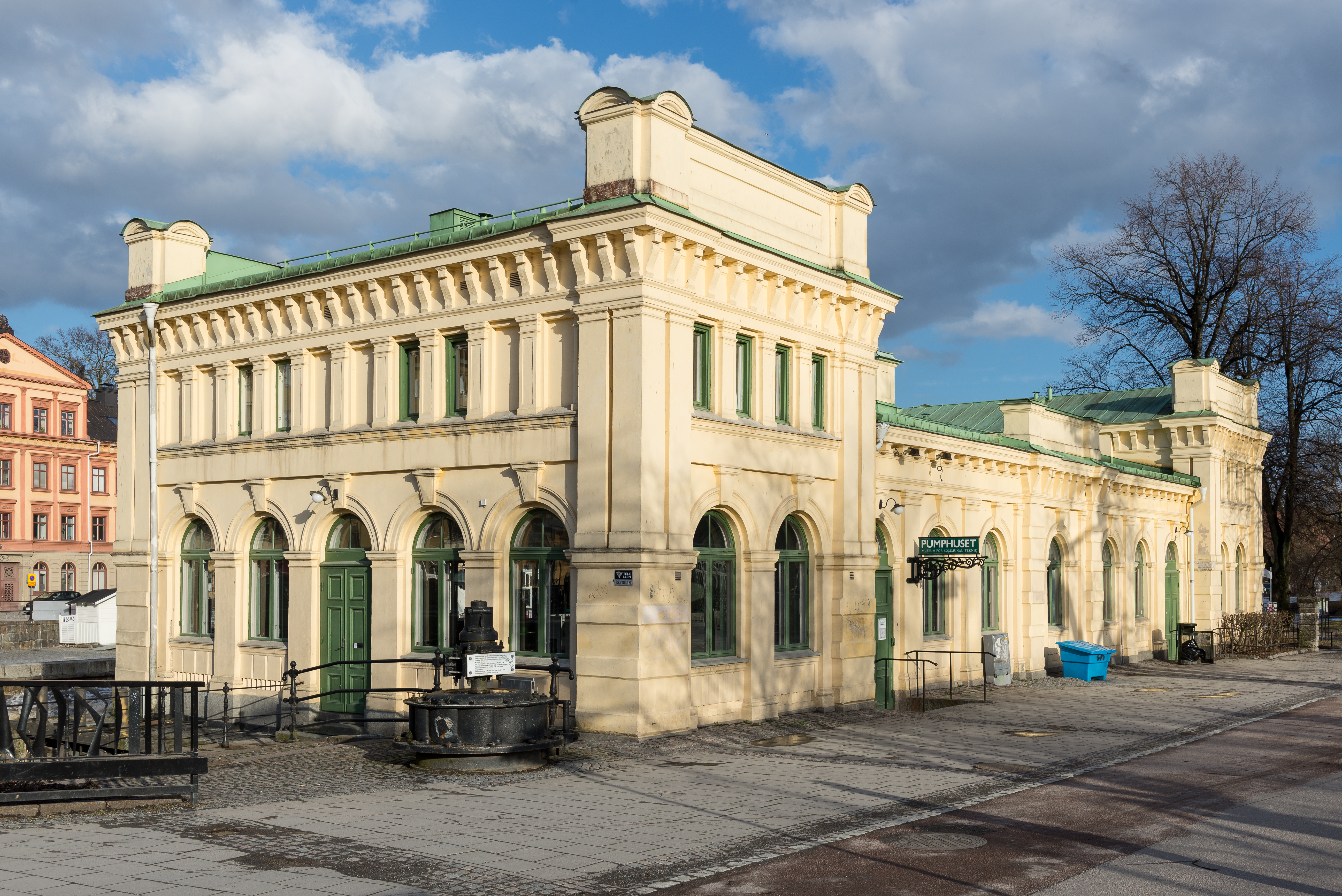
Pumphuset i april 2013.

Pumphuset är en informations- och mötesplats med utställning samt utbildning för skolelever. Huset är beläget vid Islandsbron intill Fyrisån i Uppsala och uppfördes med start 1874 av den då göteborgsbaserade arkitekten Adrian C. Peterson. Byggnaden var under nästan 100 år uppsalas vattenverk, och blev sedan ett kommuntekniskt museum. 
Med en modernisering under 2016–2017 är nu Pumphuset inte bara en historisk byggnad, utan inhyser även en ny interaktiv utställning där besökarna kan lära sig mer om vatten, avfall och vattnets historia i Uppsala.

## Historik

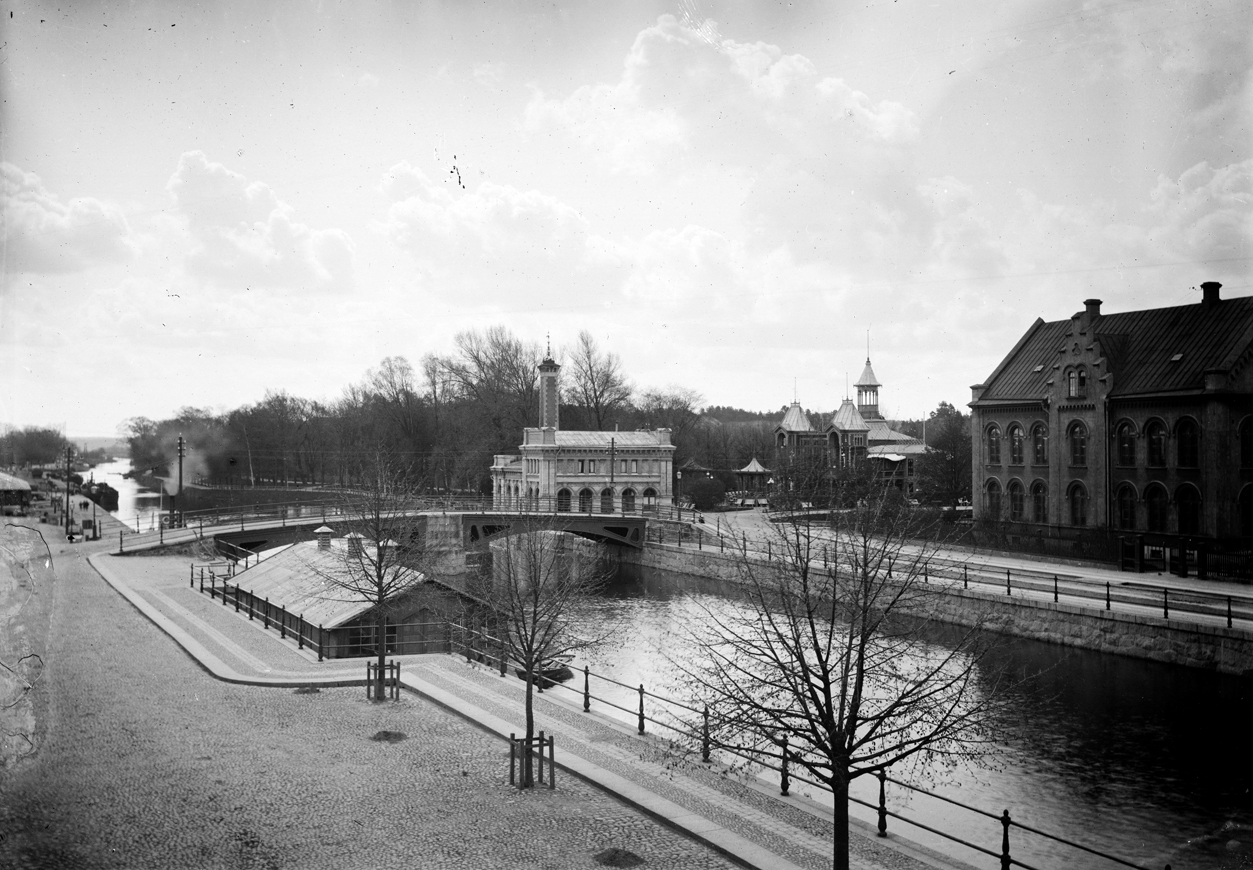
Gammal bild av Pumphuset från Upplandsmuseet, innan pumphuset byggs ut och blir symmetriskt i början av 1900-talet.

Uppsalas befolkning har länge utnyttjat naturliga källor, egna brunnar och Fyrisån till sin vattenförsörjning. Efter ett antal stora bränder i Uppsala och en ökad motivation till förbättrad sanitet utvecklades vattensystemet, och år 1875 invigdes Uppsala stads vattenverk med pumphus och vattenledningsnät. Pumphuset ritades 1874 av arkitekten Adrian C. Peterson som mellan 1866 och 1872 bott i staden och varit Uppsalas ende praktiserande arkitekt 1874 och var i drift fram till 1968, då det ersattes av ett nytt vattenverk.
Huset är byggt i klassicistisk stil och maskinerna drevs av vattenkraft från Fyrisån. Byggnaden var ursprungligen asymmetrisk med nuvarande byggnadens mittdel samt den del av huset som ligger söderut samt en stor skorsten. Under de första åren på 1900-talet byggdes Pumphuset ut av stadsarkitekten Carl Axel Ekholm, som däremot endast replikerade Adrian C. Petersons sydsida och gjorde huset symmetriskt. Övervåningen huserade därefter även två lägenheter jämfört med en i den ursprungliga planen, en på norra sidan och en på södra. Pumphuset är byggt av synlig sten och tegel, huset har därefter putsats vitt och numera ljust gult.
Från början togs grundvatten från S:t Eriks källa, men 1876 togs även vatten in från Sandkällan. Efter hand utökades detta ytterligare med mer vatten från både Stadsträdgården och Slottskällan. S:t Eriks källa togs dock bort senare då den ansågs opålitlig, eftersom det fanns en risk för kontamination vid översvämning.
År 1909 blev den ursprungliga turbinen ersatt med två nya, drivna av kolvpumpar.
År 1915 fick ångmaskinen ersättning av en eldriven centrifugalpump, men turbinerna brukades hela tiden fram till 1965.

## Bilder

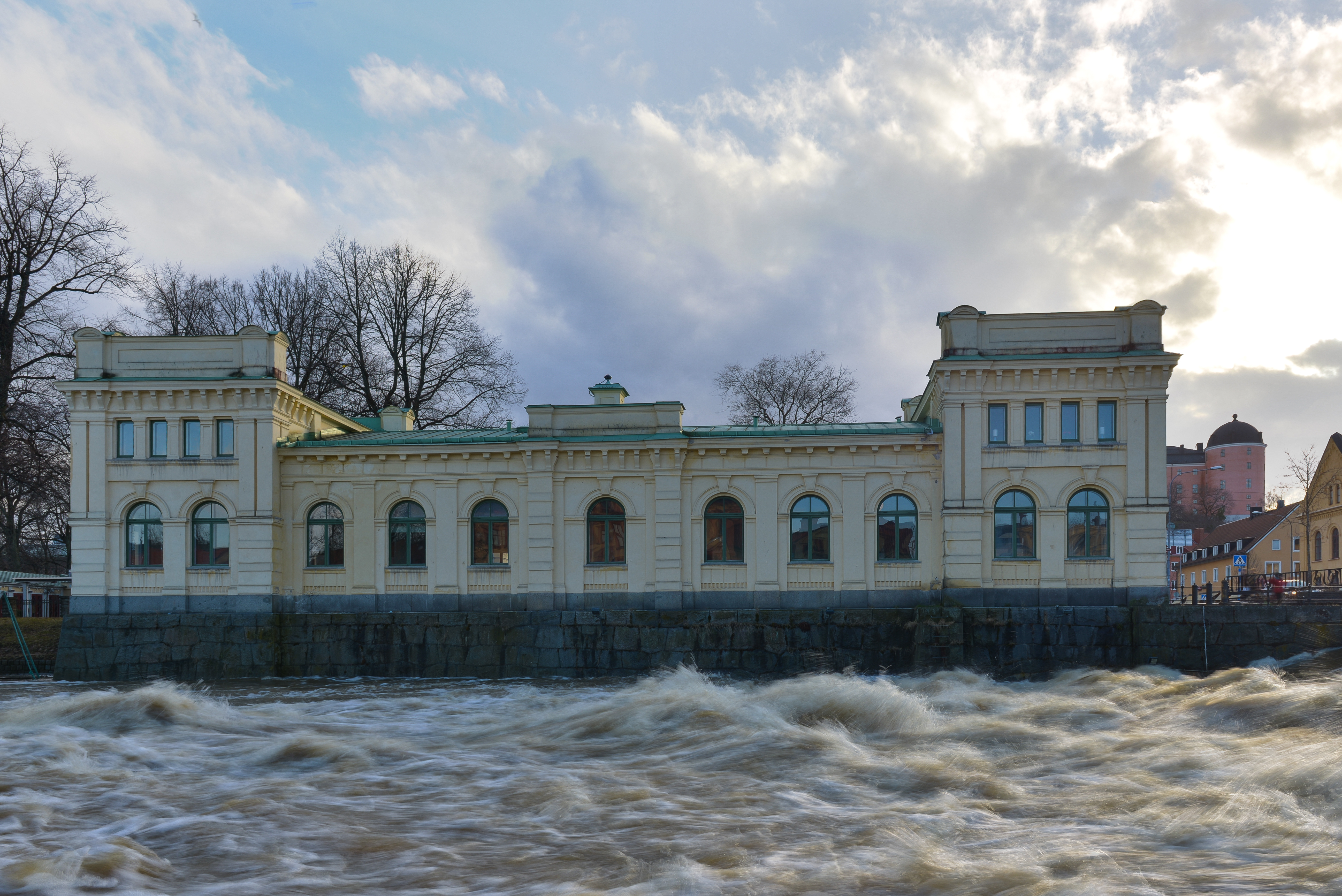
Pumphusets fasad mot Fyrisån.
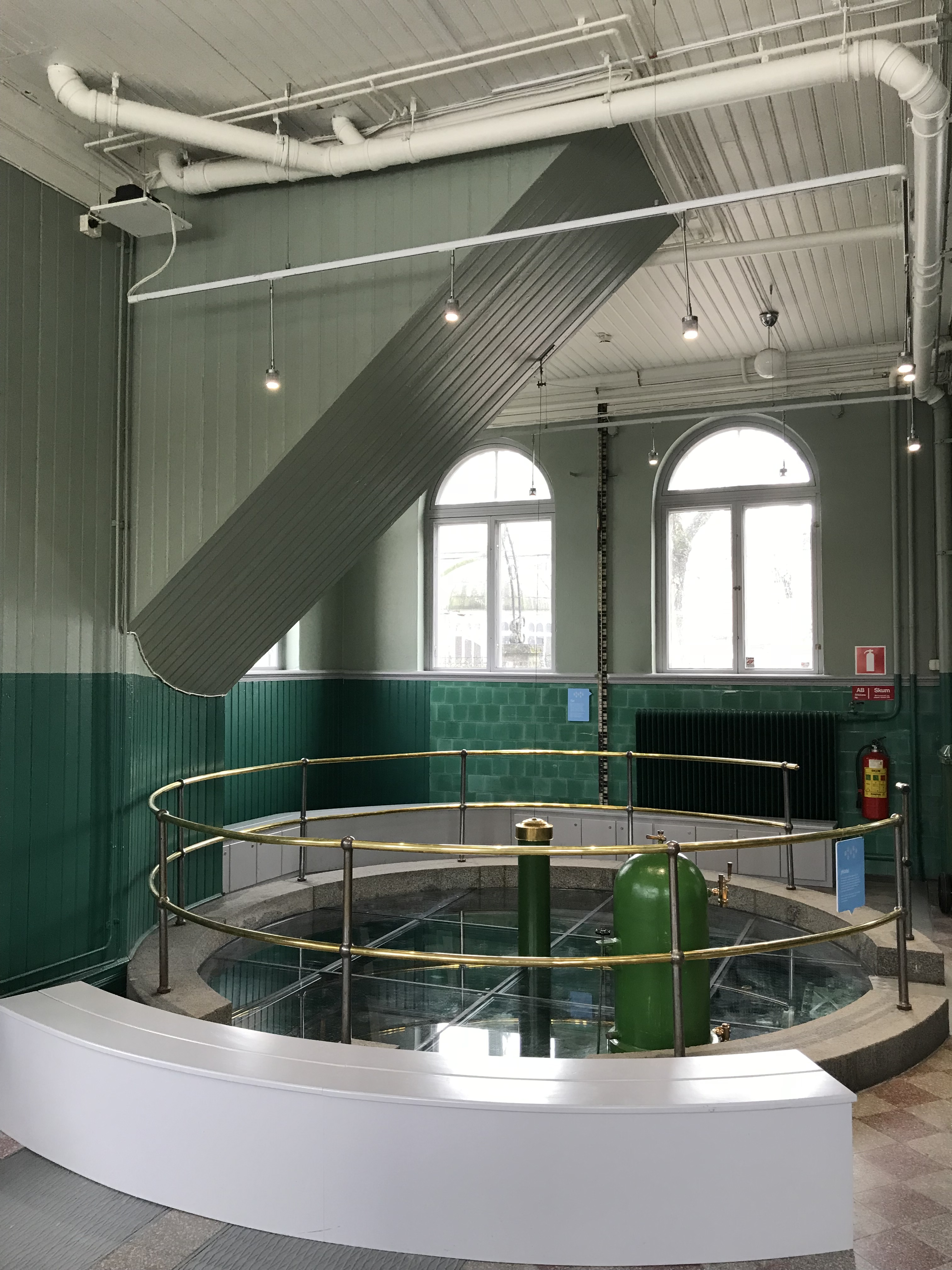
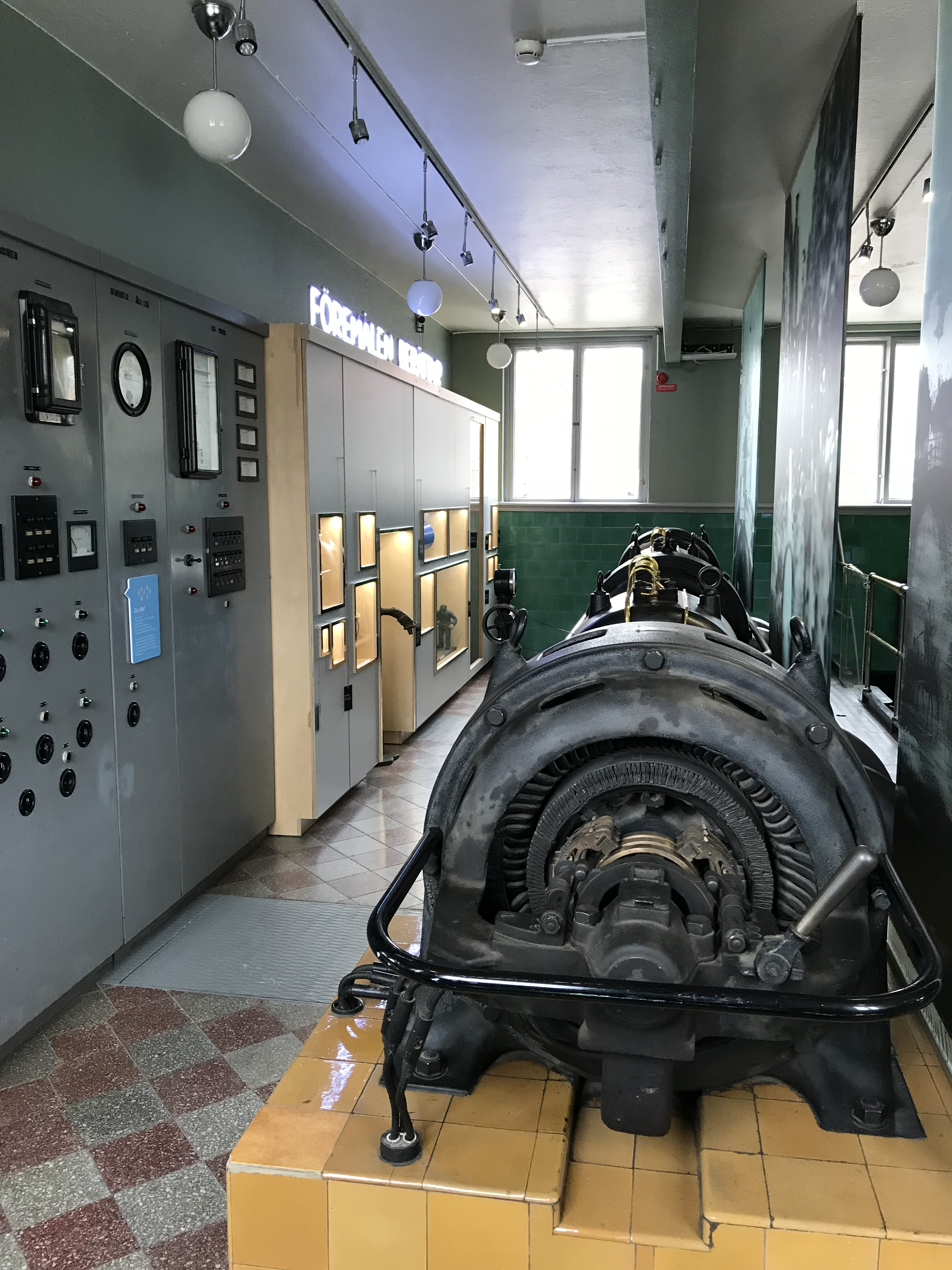
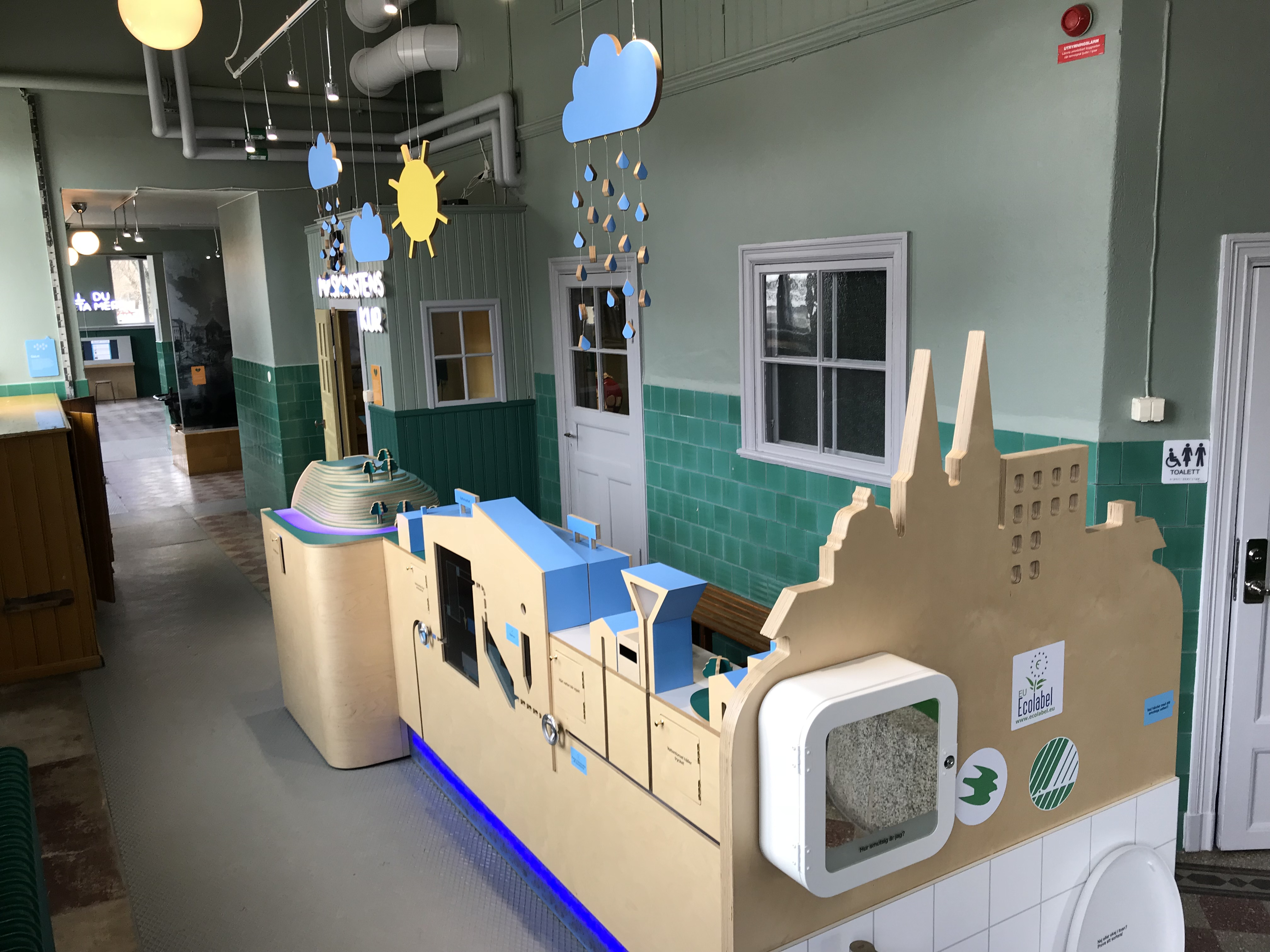